# بلیرزتاون (حوزه سرشماری)، نیوجرسی
بلیرزتاون (به انگلیسی: Blairstown) یک منطقهٔ مسکونی در ایالات متحده آمریکا است که در بلایرستاون، نیوجرسی واقع شده‌است. بلیرزتاون ۱٫۱۲۰ کیلومتر مربع مساحت و ۵۱۵ نفر جمعیت دارد و ۱۳۴ متر بالاتر از سطح دریا واقع شده‌است.